# Jacob Despard
Jacob Despard (* 20. November 1996 in Hobart) ist ein australischer Leichtathlet, der sich auf den Sprint spezialisiert hat.

## Sportliche Laufbahn
Erste internationale Erfahrungen sammelte Jacob Despard im Jahr 2014, als er bei den Juniorenweltmeisterschaften in Eugene mit der australischen 4-mal-100-Meter-Staffel in 40,09 s den siebten Platz belegte. 2022 wurde er mit der Staffel bei den Ozeanienmeisterschaften in Mackay disqualifiziert und anschließend kam er bei den Commonwealth Games in Birmingham im Vorlauf nicht ins Ziel. Bei den World Athletics Relays 2024 auf den Bahamas sicherte er der Staffel einen Startplatz bei den Olympischen Spielen in Paris, bei denen er mit neuem Ozeanienrekord von 38,12 s den Finaleinzug verpasste.

## Persönliche Bestzeiten
- 100 Meter: 10,15 s (+1,9 m/s), 27. Januar 2024 in Canberra
- 200 Meter: 20,59 s (+1,2 m/s), 29. Januar 2023 in Canberra